# Guerre entre le royaume de Polonnaruwa et le royaume de Pagan
La guerre entre le royaume de Polonnaruwa et le royaume de Pagan est une série d'expéditions militaires réussies dirigées par le roi de Polonnaruwa Parakramabahu le Grand contre le royaume de Pagan entre 1165 et 1181. Elle survient à la suite d'un différend commercial entre les deux États.

## Contexte

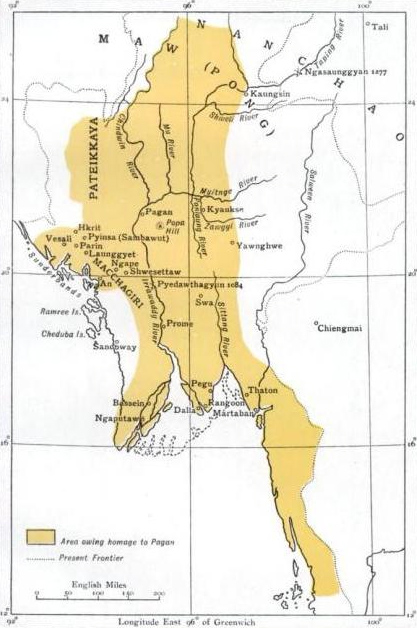
Carte du royaume de Pagan au XIIème siècle.

Les relations diplomatiques et culturelles entre le royaume de Pagan et le royaume de Polonnaruwa existent depuis longtemps, depuis la montée de la dynastie de Pagan au IXe siècle. Après la conquête Chola d'Anurâdhapura (en), le Sri Lanka connaît un déclin du bouddhisme et Vijayabahu I, le monarque de Polonnaruwa, demande aux moines bouddhistes de Pagan de restaurer la sangha au Sri Lanka. Les chroniques historiques indiquent que le roi Vijayabahu offre également la pagode Thihoshin (en) au roi de Pagan Alaungsithu au XIe siècle, qui se trouve encore aujourd'hui dans la région de Pakokku en Birmanie moderne.
Cependant les relations amicales avec Pagan sont perturbées par l'accession de Narathu au trône birman. Narathu revendique le trône en assassinant Alaungsithu, et est peu apprécié parmi le peuple birman. Les hostilités avec les khmers et Pagan modifient également la situation amicale entre les deux pays.
Narathu prive les envoyés du roi de Polonnaruwa, provoquant des tensions entre les dirigeants de Polonnaruwa et de Pagan, et entrainant ainsi Parakramabahu I à envoyer une flotte navale pour mener un raid militaire.

## Première invasion du royaume de Pagan (1164-1165)
Une flotte se rassemble au port de Paluvak-tota (peut-être Palvakki sur la côte au nord de Trinquemalay) et met le cap lors de la mousson du sud-ouest. La taille de l'armée est inconnue, mais elle contient un an de réserves de céréales, des flèches spécialement modifiées et des redoutables éléphants de guerre du Sri Lanka. Malgré des revers en route, dont le naufrage d'un navire et la perte de quelques autres, l'armée arrive à la ville de Kusumiya (actuel Pathein) sur les rives de la rivière Bago et la capture. Par la suite, les armées auraient capturé plusieurs autres villes, dont Arimaddhanapura .
Les cinghalais assassinent Narathu, et les birmans face à leur défaite demandent à la sangha birmane de résoudre la situation, le raid se terminant par un traité de paix entre la sangha bouddhiste birmane et cinghalaise.

## Deuxième invasion du royaume de Pagan (1180-1181)
On pense également qu'un raid de représailles est lancé par Parakramabahu en 1180, après que Narapatisithu, le successeur de Narathu, emprisonne des envoyés cingalais, des commerçants et une princesse en route vers l'empire khmer. Les tensions et guerres entre Polonnaruwa et Pagan se terminent ensuite par un accord de paix en 1181.